# Franciszek Ramisch

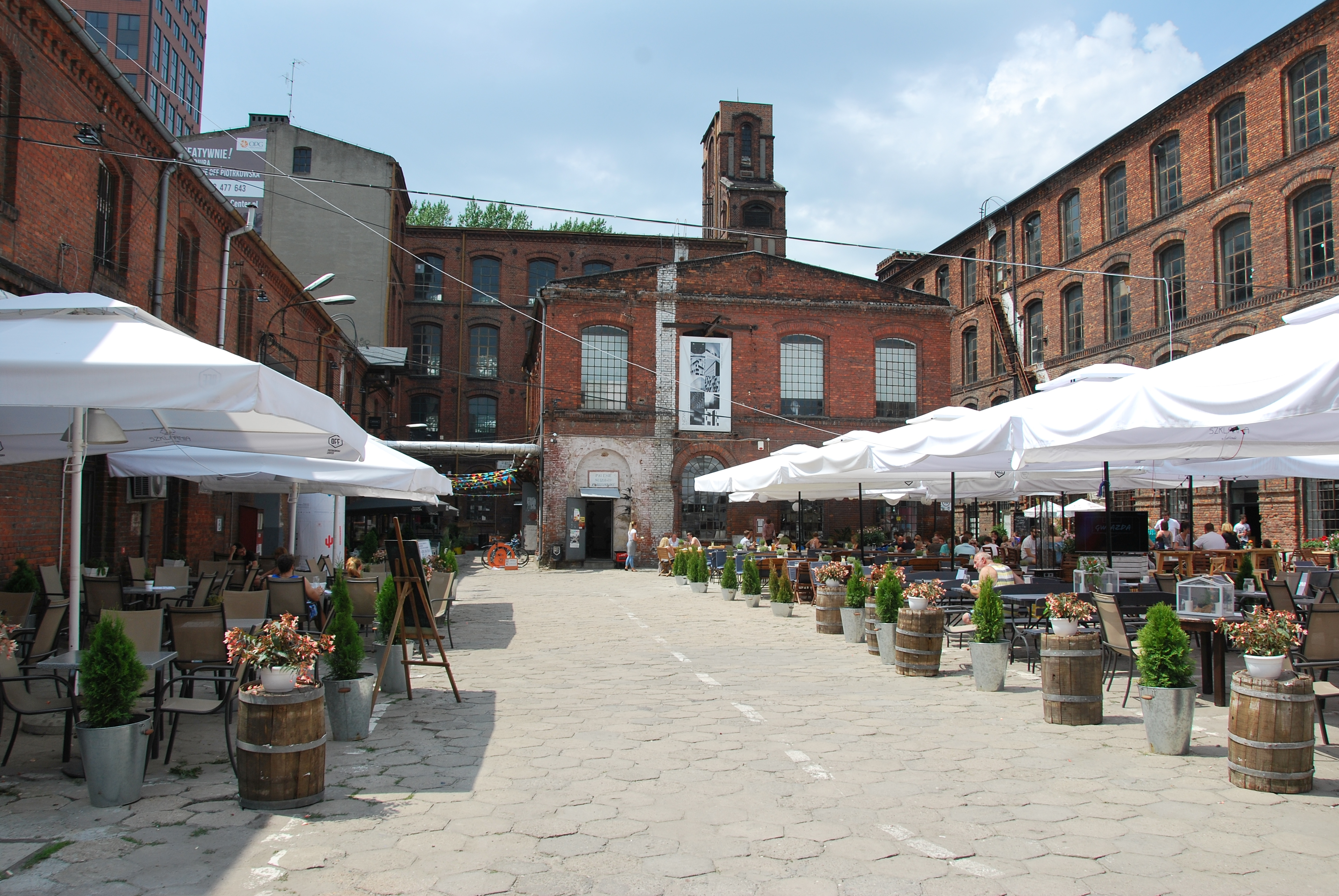
Fabryka Franciszka Ramischa w 2016 r. już jako Off Piotrkowska

Franciszek Ramisch (ur. 13 października 1856 w Łodzi, zm. 16 marca 1932 tamże) – fabrykant łódzki, działacz gospodarczy, filantrop. Właściciel fabryki przy ul. Piotrkowskiej 138/140 w Łodzi (obecnie OFF Piotrkowska).

## Życiorys
Franciszek Ramisch urodził się 13 października 1856 roku w Łodzi. Był synem Jana Ramischa – właściciela łódzkiej tkalni oraz Wilhelminy z domu Schelkopf. Ukończył gimnazjum, szkołę przemysłową w Łodzi oraz Wyższą Szkołę Handlową w Böhmische Leipa. Po powrocie do Łodzi pracował w firmie komisowej „August Teschich i Otto Goldammer", a następnie  łódzkiej filii Domu Bankowego Adolfa Goldfedera, gdzie w wieku 19 lat pracował na stanowisku prokurenta. W 1879 roku miał mały zakład włókienniczy, w którym zatrudniał 8 robotników, w 1889 roku przekształcił go Fabrykę Wyrobów Bawełnianych „Fr. Ramisch". W 1905 roku zatrudniał 450 robotników. Wartość rocznej produkcji jego fabryki wynosiła 545 tys. rubli. Do 1911 roku posiadał przędzalnię, tkalnię, magazyny i budynki mieszkalne oraz maszyny, w tym o sile 600 KM. W 1914 roku zatrudniał 587 robotników. W okresie międzywojennym zatrudniał przeciętnie od 600 do 850 robotników, najwięcej w roku 1928 – około 1 tys. W 1924 roku przekształcił przedsiębiorstwo w rodzinną spółkę akcyjną o nazwie Fabryka Wyrobów Bawełnianych „Franciszek Ramisch”, Sp. Akc. w Łodzi – jej kapitał zakładowy wynosił 100 tys. zł. Ramisch został prezesem oraz dyrektorem spółki. W 1930 roku do spółki przystąpili Maurycy i Jan Landauowie.
W 1912 roku wybudował willę w Zabrzeźni przy obecnej ul. Karasickiej 51 w Głownie. Aktualnie budynek ten jest Domem Pomocy Społecznej.
Franciszek Ramisch należał do władz wielu organizacji gospodarczych – był członkiem komitetu i rady nadzorczej Spółdzielczego Banku Przemysłowców Łódzkich w Łodzi, członkiem honorowym Stowarzyszenia Wzajemnej Pomocy Majstrów Przędzalniczych, Tkackich, Wykończalniczych i Farbiarskich m. Łodzi, członkiem zgromadzenia Giełdy Pieniężnej w Łodzi, członkiem komitetu nadzorczego Towarzystwa Kredytowego m. Łodzi, członkiem zarządu Stowarzyszenia Udziałowców Przemysłu Okręgu Łódzkiego dla Zakupu Węgla, reprezentantem Urzędu Starszych Zgromadzenia Kupców, Sekcji Przemysłu Włóknistego Łódzkiego Okręgu, członkiem zarządu Związku Przemysłu Włókienniczego w Państwie Polskim, członkiem Zgromadzenia Majstrów Tkackich w Łodzi.
Ramisch działał na rzecz niemieckiej kultury oraz oświaty w Łodzi, był współzałożycielem i członkiem kuratorium gimnazjum Deutschen Real – und Gimnasialvereins (1907), współzałożycielem: Verein Deutschsprechender Katholiken, Deutsche Schul – und Bildungsverein in Lodz, Niemieckiego Towarzystwa Teatralnego (1812–1813), Lodzer Männer – Gesang Verein i Kirchengesangverein Cäcilie in Lodz. Był także filantropem, współzałożycielem m.in. Towarzystwa Doraźnej Pomocy Lekarskiej, które w roku 1899 utworzyło Pogotowie Ratunkowe w Łodzi. Był członkiem Łódzkiego Chrześcijańskiego Towarzystwa Dobroczynności. Wspierał także szpital Anny Marii i szpital w Kochanówce, był także współzałożycielem Łódzkiego Towarzystwa Zwalczania Raka (1927).
Był żonaty z Wandą (1858–1935) z domu Schatke (Schadke), z którą miał sześcioro dzieci: Artura (1882–1936), Gertrudę (ur. 1885), Margerittę (1887–1946), Cezara (1891–1943), Zygmunta (ur. 1893) i Szarlottę (ur. 1894). Zmarł 16 marca 1932 roku w Łodzi i został pochowany na cmentarzu św. Józefa przy ul. Ogrodowej.